# Präsidentschafts- und Parlamentswahl in Panama 2009
Die Präsidentschafts- und Parlamentswahl in Panama 2009 fand am 3. Mai statt. Bei ihr wurden der Staatspräsident und die Mitglieder der Nationalversammlung gewählt. 

## Ergebnis

### Präsidentschaftswahl
| Parteien                                                 | Parteien                      | Kandidaten         | Stimmen   | %    | Listen                             | Stimmen   | %    |
| -------------------------------------------------------- | ----------------------------- | ------------------ | --------- | ---- | ---------------------------------- | --------- | ---- |
|                                                          | Alianza por el Cambio         | Ricardo Martinelli | 952.333   | 60,0 | Cambio Democrático                 | 509.986   | 32,1 |
| Partido Panameñista                                      | Alianza por el Cambio         | Ricardo Martinelli | 952.333   | 60,0 | 293.554                            | 18,5      |      |
| Movimiento Liberal Republicano Nacionalista              | Alianza por el Cambio         | Ricardo Martinelli | 952.333   | 60,0 | 94.841                             | 6,0       |      |
| Unión Patriótica                                         | Alianza por el Cambio         | Ricardo Martinelli | 952.333   | 60,0 | 53.952                             | 3,4       |      |
|                                                          | Un País Para Todos            | Balbina Herrera    | 597.227   | 37,6 | Partido Revolucionario Democrático | 553.974   | 34,9 |
| Partido Popular                                          | Un País Para Todos            | Balbina Herrera    | 597.227   | 37,6 | 35.459                             | 2,2       |      |
| Partido Liberal                                          | Un País Para Todos            | Balbina Herrera    | 597.227   | 37,6 | 7.794                              | 0,5       |      |
|                                                          | Vanguardia Moral de la Patria | Guillermo Endara   | 36.867    | 2,3  | Vanguardia Moral de la Patria      | 36.867    | 2,3  |
| Gesamt                                                   | Gesamt                        | Gesamt             | 1.586.427 | 100  |                                    | 1.586.427 | 100  |
|                                                          |                               |                    |           |      |                                    |           |      |
| Ungültige Stimmen                                        | Ungültige Stimmen             | Ungültige Stimmen  | 50.081    | –    |                                    |           |      |
| Wähler                                                   | Wähler                        | Wähler             | 1.636.508 | 74,0 |                                    |           |      |
| Wahlberechtigte                                          | Wahlberechtigte               | Wahlberechtigte    | 2.211.261 |      |                                    |           |      |
|                                                          |                               |                    |           |      |                                    |           |      |
| Quellen: Tribunal electoral, Kandidaten, Wahlbeteiligung |                               |                    |           |      |                                    |           |      |

### Parlamentswahl
| Listen                                        | Listen                                      | Stimmen   | %    | Mandate |
| --------------------------------------------- | ------------------------------------------- | --------- | ---- | ------- |
|                                               | Partido Revolucionario Democrático          | 537.426   | 35,7 | 26      |
|                                               | Cambio Democrático                          | 352.319   | 23,4 | 14      |
|                                               | Partido Panameñista                         | 334.282   | 22,2 | 22      |
|                                               | Unión Patriótica                            | 85.609    | 5,7  | 4       |
|                                               | Movimiento Liberal Republicano Nacionalista | 70.457    | 4,7  | 2       |
|                                               | Partido Popular                             | 55.598    | 3,7  | 1       |
|                                               | Partido Liberal                             | 18.111    | 1,2  | –       |
|                                               | Vanguardia Moral de la Patria               | 14.760    | 1,0  | –       |
|                                               | Unabhängige 1                               | 35.793    | 2,4  | 2       |
| Gesamt                                        | Gesamt                                      | 1.504.355 | 100  | 71      |
|                                               |                                             |           |      |         |
| Ungültige Stimmen                             | Ungültige Stimmen                           | 99.582    | 6,2  |         |
| Wähler                                        | Wähler                                      | 1.603.937 | 72,5 |         |
| Wahlberechtigte                               | Wahlberechtigte                             | 2.211.261 |      |         |
|                                               |                                             |           |      |         |
| Quellen: Tribunal electoral, Stimmen, Mandate |                                             |           |      |         |

- 1 Davon: Wahlgruppe Celeste: 34.790 Stimmen; Wahlgruppe Verde: 1.001 Stimmen; Wahlgruppe Chocolate: 2 Stimmen.